# Zamboanga
Zamboanga, és una ciutat filipina amb més de 774,407 habitants i té una àrea d'1,483 kilòmetres. Fou fundada el 1635 com fortalesa militar espanyola contra els moros. És coneguda per la seva llengua criolla espanyola, el chavacano de Zamboanga. La ciutat té tres universitats importants: l'Ateneu de Zamboanga, la Universitat de l'Estat Occidental de Mindanao, i la recentment creada Universitat de Zamboanga.
La ciutat de Zamboanga limita amb les províncies de Zamboanga del Norte (nord) i Zamboanga Sibugay (est).